# Erlöserkirche (Adenau)

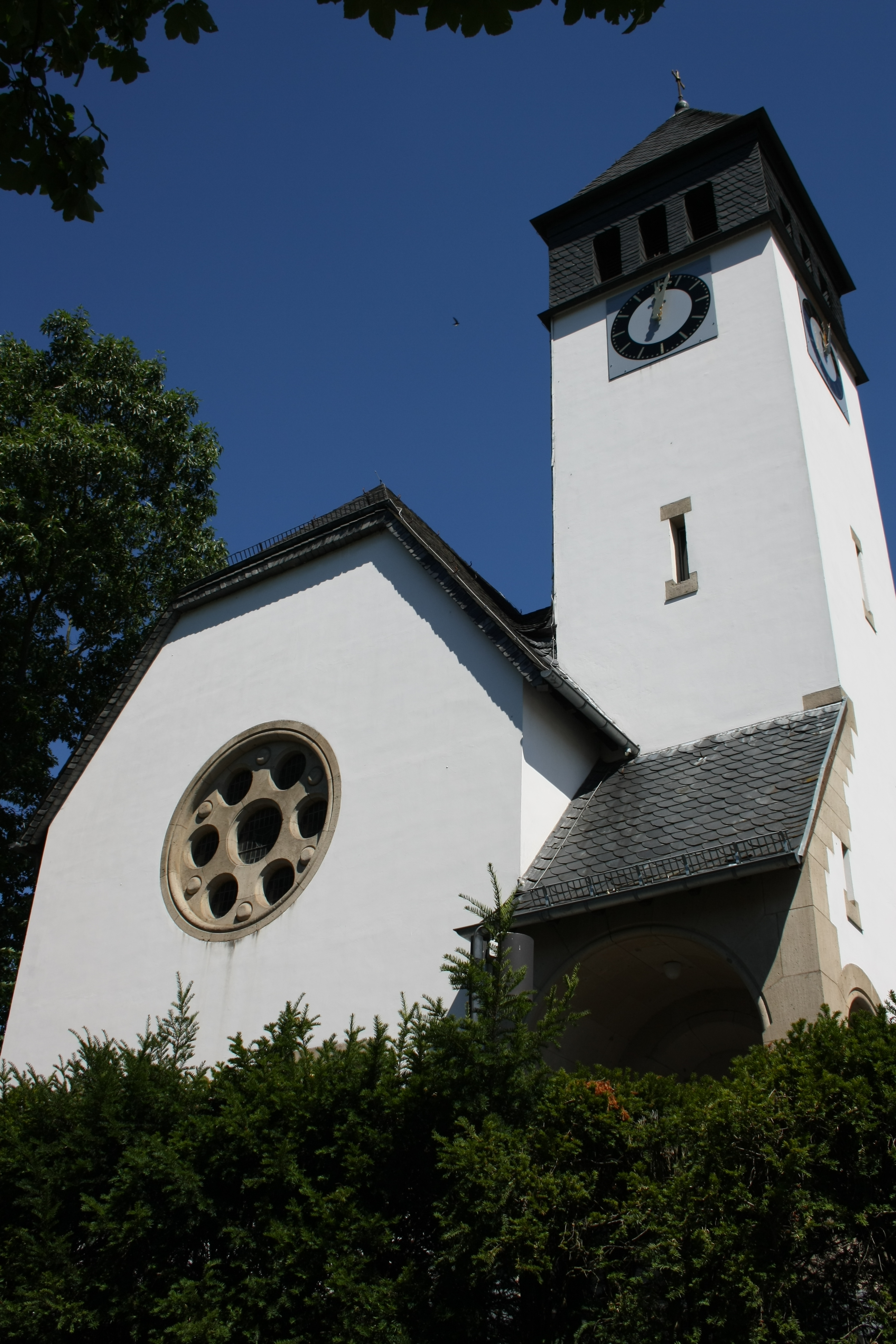
Außenaufnahme der Erlöserkirche

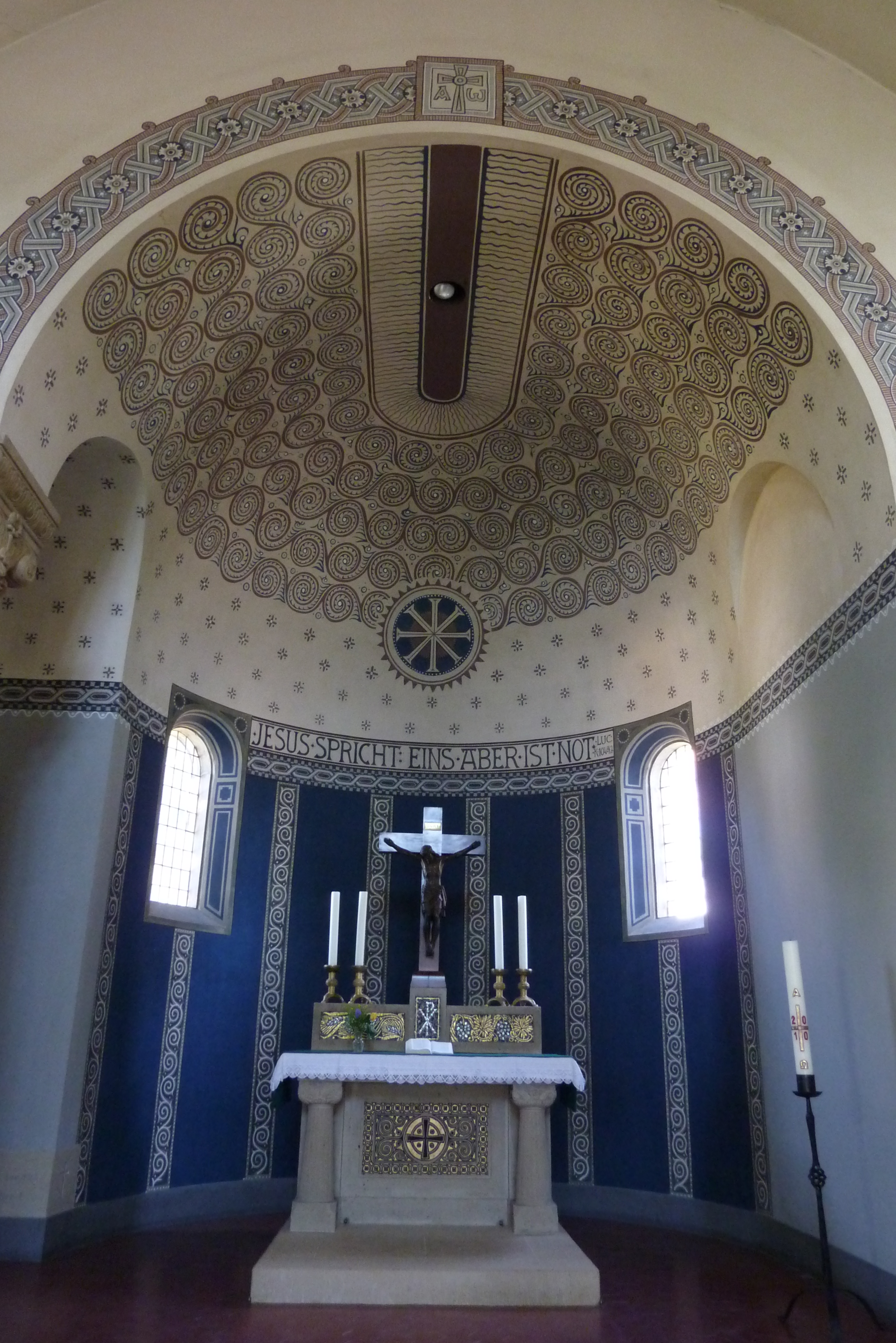
Chor der Erlöserkirche

Die Erlöserkirche ist eine evangelische Kirche in Adenau, einer Stadt im Landkreis Ahrweiler im Norden von Rheinland-Pfalz. Die Kirchengemeinde gehört zum Kirchenkreis Koblenz der Evangelischen Kirche im Rheinland.

## Geschichte
Mit der Erlöserkirche Adenau entstand in den Jahren 1913/14 die erste evangelische Kirche im Gebiet von Hocheifel und Ahreifel. Zuvor waren die Gottesdienste in einem benachbarten Betsaal abgehalten worden.
Der erste Pfarrer der Gemeinde, Graf Emmanuel von Korff (1883–1945), war der Initiator für den Bau der Erlöserkirche. Das Grundstück war bereits 1904 im Auftrag der Kirchengemeinde vom Adenauer Schulverband gekauft worden. Pfarrer von Korff fand Kontakt zu Ernst von Mirbach, dem Oberhofmeister der Kaiserin, und zu Franz Schwechten, dem Architekten der Kaiser-Wilhelm-Gedächtnis-Kirche in Berlin, die beide über den Evangelischen Kirchenbauverein an vielen Kirchbau-Projekten beteiligt waren. Schwechten, der im September 1911 zum ersten Mal in Adenau war, legte bereits fünf Wochen später die ersten Entwürfe vor. Die Grundsteinlegung fand am 6. Juni 1913 statt; die Einweihung erfolgte am 26. April 1914.
Trotz der „Allianz Schwechten–Mirbach“ hatte das Kaiserhaus auf den Bau der Kirche einen geringen Einfluss, der sich nur an einzelnen Ausstattungsstücken, wie am Portal mit dem in Bronze getriebenen Kreuz, ausdrückte.

## Restaurierung 1988
Im August 1988 wurde die Erlöserkirche unter Denkmalschutz gestellt. Sie gilt als „Zeugnis für den preußisch beeinflussten Kirchenbau unter Einfluss der so genannten Heimatschutzbewegung“ und als „bedeutendes Spätwerk des Berliner Architekten Geheimrat Franz von Schwechten“. Im selben Jahr erhielt sie – nach den Renovierungen von 1954 und 1970 – bei ihrer dritten grundlegenden Außen- und Innenrenovierung wieder die ursprüngliche Jugendstil -Ausmalung, die bis dahin von zwei Farbschichten bedeckt war. Damit konnte der Kirchenraum weitgehend in seinen Originalzustand von 1914 wiederhergestellt werden.

## Orgel
1914, im Jahr der Fertigstellung der Kirche, schuf Paul Faust die Orgel mit elf klingenden Registern, verteilt auf zwei Manuale und Pedal. Im Pedal kommen zwei Transmissionen hinzu. Die Orgel verfügt über Kegelladen und pneumatische Trakturen. Das Instrument steht in einer Rundbogennische und hat einen mittleren Rundturm. Dem schließt sich an beiden Seiten der Freipfeifenprospekt an, der durch einen verzierten Querriegel stabilisiert wird. Im Jahr 1988 folgte eine Restaurierung der Orgel durch Gebrüder Stockmann. Die Disposition lautet wie folgt:
| I Manual C–g3 |     |
| Bordun        | 16′ |
| Prinzipal     | 8′  |
| Soloflöte     | 8′  |
| Dulciana      | 8′  |
| Oktave        | 4′  |

| II Manual C–g3   |    |
| Lieblich Gedeckt | 8′ |
| Echogambe        | 8′ |
| Aeoline          | 8′ |
| Vox Coelestis    | 8′ |
| Flauto Dolce     | 4′ |

| Pedal C–f1   |     |
| Subbass      | 16′ |
| Stillgedeckt | 16′ |
| Violoncello  | 8′  |

- Koppeln: II/I, Superoktavkoppel I, Suboktavkoppel I/II, I/P, II/P
- Spielhilfen: 4 feste Kombinationen (Piano, Mezzoforte, Tutti, Pianopedal)

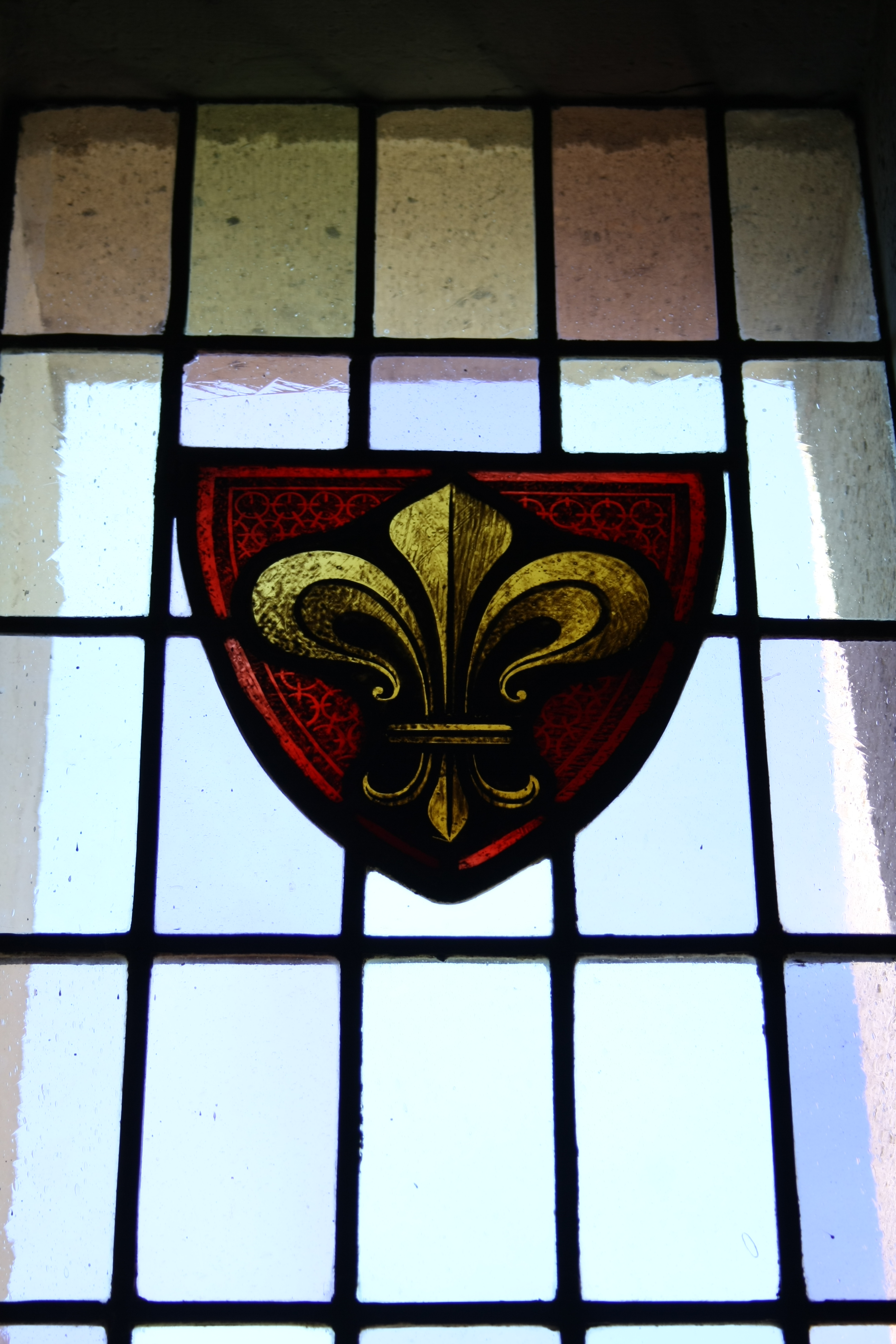
Fenster mit dem Wappen der Familie von Korff
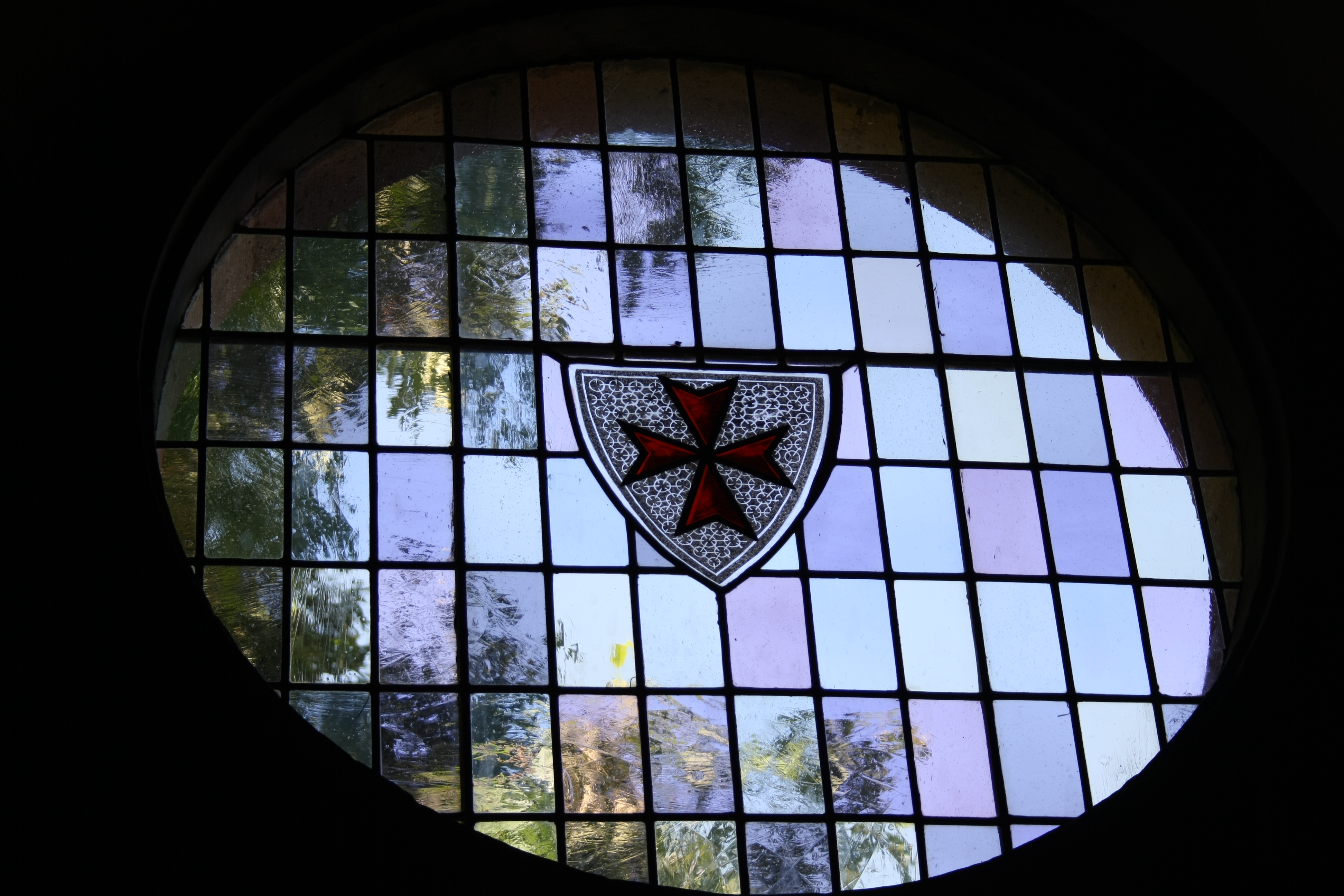
Fenster mit Malteserkreuz
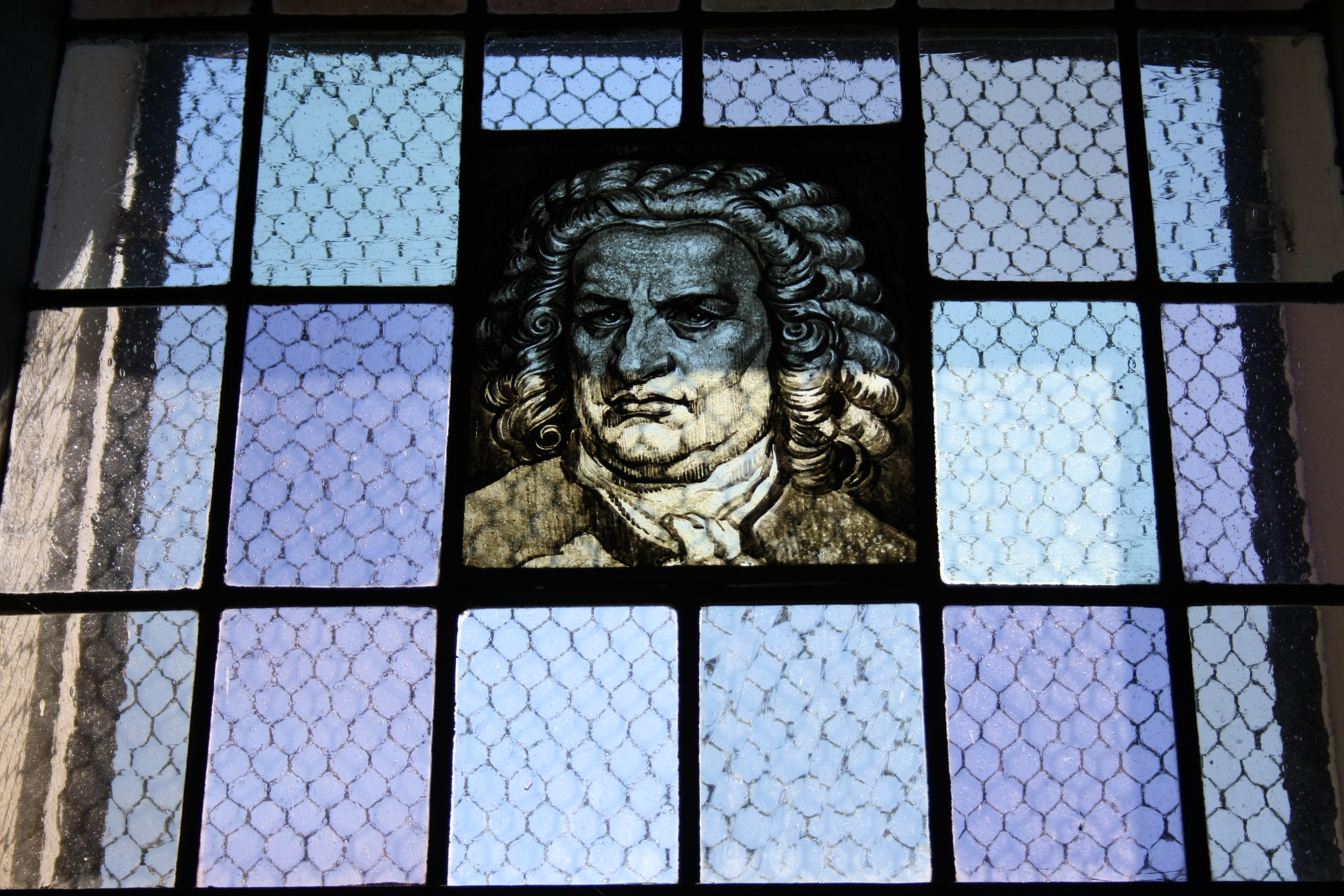
Fenster mit Johann Sebastian Bach
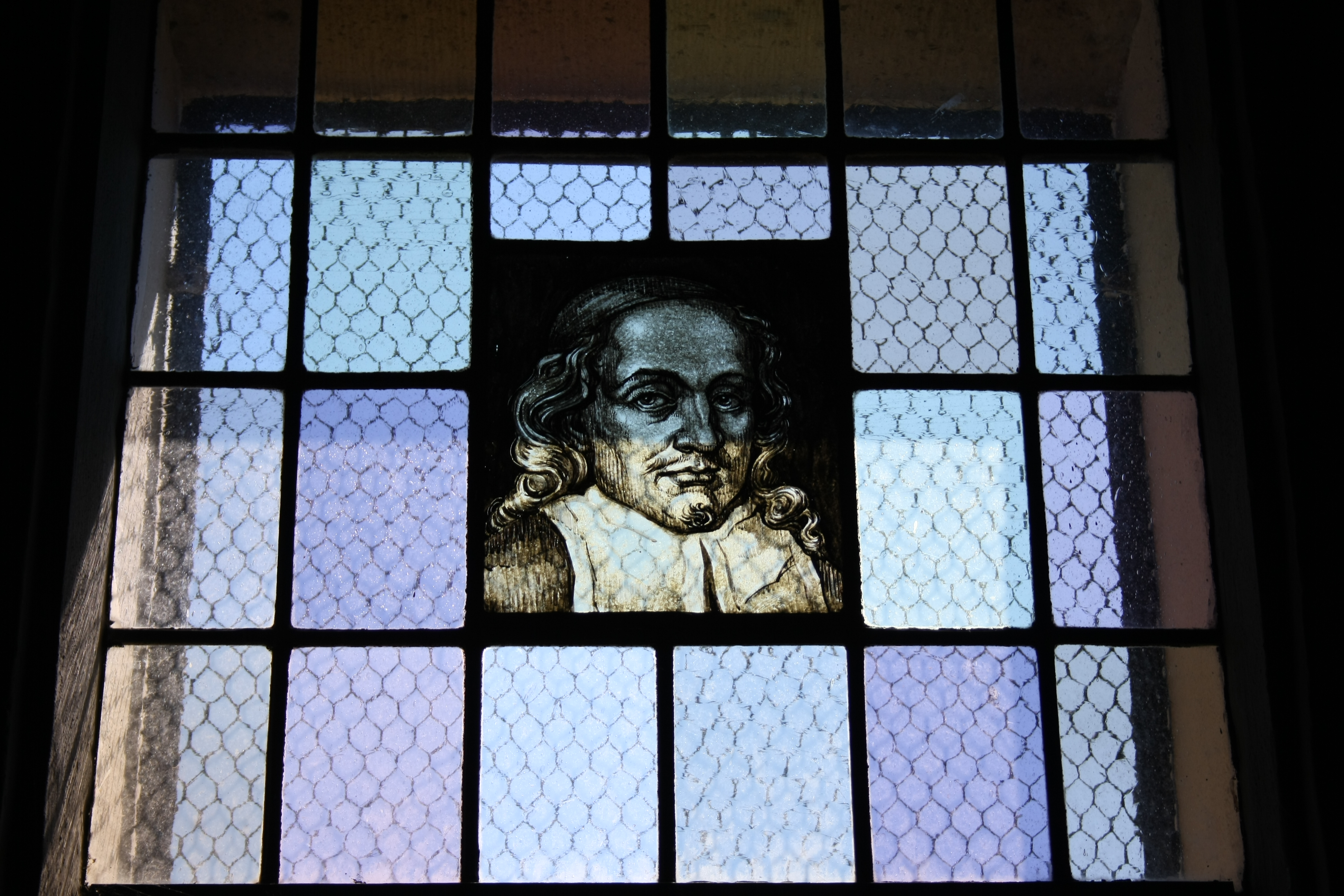
Fenster mit Paul Gerhardt